# Idioma sikuani
El sikuani (o guahibo) es una lengua indígena del grupo central de la familia guahibana que posiblemente formó un continuo dialectal con la lengua Cuiba, hasta que fueron separados por el asentamiento en las riberas de los ríos, de pueblos de lenguas Arawak y Sáliba y más tardíamente por la colonización.
Los principales dialectos sikuani son el waü (occidental) y el parawá (oriental). El newütjü (también conocido como Tigrero) representa una forma transicional entre ambos. El hamorúa (o Jamorua) es una variante extrema del parawá. 
Existen además varios dialectos transicionales entre el sikuani y el cuiba, entre los que se destacan:
- Dome (Playero), del río Arauca, más cercano al sikuani;
- Waüpiwi (Wipiwi o Yomati), de los ríos Uachadía y alto Tomo;
- Siripuji (Tsiripu o Siripu), del río Aguaclara;
- Mayaraji (Mariposo o Mayalero), del río Arauca.

Estas variantes reflejan la riqueza dialectal y la continuidad lingüística entre los pueblos guahibanos de la región.

## Descripción lingüística

### Fonología
Vocales
|          | Anteriores | Centrales | Posteriores |
| Cerradas | i ĩ        | ɨ ɨ̃       | u ũ         |
| Medias   | e ẽ        |           | o õ         |
| Abiertas |            | a ã       |             |

Son seis vocales orales y seis nasales.
Consonantes
|                   | labial | dental | alveolar | palatal | velar | glotal |
| oclusivas sordas  | p      | θ (z)  | t        |         | k     |        |
| oclusivas sonoras | b      |        | d        |         |       |        |
| nasales           | m      |        | n        |         |       |        |
| africadas         |        |        | t͡s       |         |       |        |
| fricativas sordas | f      |        | s        |         | x     | h      |
| lateral           |        |        | l        |         |       |        |
| vibrante          |        |        | r        |         |       |        |
| aproximantes      | w (v)  |        |          | y       |       |        |